# Iso-Nimetön
Iso-Nimetön eller Nimetonjärvi är en sjö i Finland. Den ligger i kommunen Suomussalmi i landskapet Kajanaland, i den nordöstra delen av landet, 600 km norr om huvudstaden Helsingfors. Iso-Nimetön ligger 218 meter över havet. Den är 11 meter djup. Arean är 35,8 hektar och strandlinjen är 5,35 kilometer lång. Sjön  ingår i Uleälvens huvudavrinningsområde. 